# Liste der denkmalgeschützten Objekte in Prešov/Solivar
Die Liste der denkmalgeschützten Objekte in Prešov/Solivar enthält die 27 nach slowakischen Denkmalschutzvorschriften geschützten Objekte in der Katastralgemeinde Solivar der Stadt Prešov im Okres Prešov.

## Denkmäler
| Foto |                 | Denkmal / č. ÚZPF                                             | Standort / Konskr. Nr.                                       | Offizielle Beschreibung                 | Beschreibung | Metadaten                                                                 |
| ---- | --------------- | ------------------------------------------------------------- | ------------------------------------------------------------ | --------------------------------------- | --- | ------------------------------------------------------------------------- |
| ja   | Datei hochladen | Burg(sk) ObjektID: 707-368/1                                  | KG: Solivar Konskr.Nr.:                                      | neskúmaná AG; Soľný hrad,Hrádok,Várhegy | unerforscht | č. NKP: 707-368/1 Stand des NKP: 2012-02-08 Name: HRAD                    |
| ja   | Datei hochladen | Kirche(sk) ObjektID: 707-368/2                                | Standort KG: Solivar Konskr.Nr.: 11421                       | r.k.sv.Štefana                          | Kirche des Hl. Stephan | č. NKP: 707-368/2 Stand des NKP: 2012-02-08 Name: KOSTOL                  |
| ja   | Datei hochladen | Schutzmauer der Kirche(sk) ObjektID: 707-368/3                | Standort KG: Solivar Konskr.Nr.:                             |                                         | | č. NKP: 707-368/3 Stand des NKP: 2012-02-08 Name: OPEVNENIE KOSTOLA       |
| ja   | Datei hochladen | Kapelle(sk) ObjektID: 707-369/16                              | Banícka ul. Standort KG: Solivar Konskr.Nr.:                 | r.k.sv.Rocha                            | Kapelle des Hl. Rochus | č. NKP: 707-369/16 Stand des NKP: 2012-02-08 Name: KAPLNKA                |
| ja   | Datei hochladen | Gebäude in regionaltypischem Baustil(sk) ObjektID: 707-3803/0 | Čipkárska ul. 14 Standort KG: Solivar Konskr.Nr.: 579        |                                         | | č. NKP: 707-3803/0 Stand des NKP: 2012-02-08 Name: DOM ĽUDOVÝ             |
| ja   | Datei hochladen | Gebäude in regionaltypischem Baustil(sk) ObjektID: 707-3149/0 | Čipkárska ul. 16 Standort KG: Solivar Konskr.Nr.:            |                                         | | č. NKP: 707-3149/0 Stand des NKP: 2012-02-08 Name: DOM ĽUDOVÝ             |
| ja   | Datei hochladen | Gebäude in regionaltypischem Baustil(sk) ObjektID: 707-3148/0 | Čipkárska ul. 18 Standort KG: Solivar Konskr.Nr.: 581        | solitér                                 | | č. NKP: 707-3148/0 Stand des NKP: 2012-02-08 Name: DOM ĽUDOVÝ             |
| ja   | Datei hochladen | Signalturm(sk) ObjektID: 707-369/8                            | Lidická ul. 10 Standort KG: Solivar Konskr.Nr.: 564          | Klopačka                                | | č. NKP: 707-369/8 Stand des NKP: 2012-02-08 Name: KLOPAČKA                |
| ja   | Datei hochladen | Kapelle(sk) ObjektID: 707-369/17                              | Osloboditeľov nám. Standort KG: Solivar Konskr.Nr.:          | r.k.sv.Jána Nepomuckého; kaplička       | Kapelle des Hl. Johannes Nepomuk | č. NKP: 707-369/17 Stand des NKP: 2012-02-08 Name: KAPLNKA                |
| ja   | Datei hochladen | Lagerhalle(sk) ObjektID: 707-369/5                            | Osloboditeľov nám. 4 Standort KG: Solivar Konskr.Nr.: 458    | solitér; Komory - sklady                | slowak. sklad soli „Salzlager“ | č. NKP: 707-369/5 Stand des NKP: 2012-02-08 Name: KOMORY                  |
| ja   | Datei hochladen | Kirche(sk) ObjektID: 707-369/15                               | Osloboditeľov nám. 6 Standort KG: Solivar Konskr.Nr.: 1463   | r.k.sv.Jána Krstiteľa; Banský kostol    | Kirche des Hl. Johannes des Täufers | č. NKP: 707-369/15 Stand des NKP: 2012-02-08 Name: KOSTOL                 |
| ja   | Datei hochladen | Verwaltungsgebäude(sk) ObjektID: 707-369/10                   | Osloboditeľov nám. 11 Standort KG: Solivar Konskr.Nr.: 453-4 | solitér                                 | | č. NKP: 707-369/10 Stand des NKP: 2012-02-08 Name: BUDOVA ADMINISTRATÍVNA |
| ja   | Datei hochladen | Handwerkerhaus(sk) ObjektID: 707-369/11                       | Osloboditeľov nám. 17 Standort KG: Solivar Konskr.Nr.: 456   | Obytný dom                              | | č. NKP: 707-369/11 Stand des NKP: 2012-02-08 Name: DOM REMESELNÍCKY       |
| ja   | Datei hochladen | Remise(sk) ObjektID: 707-369/9                                | Padlých hrdinov ul. 2 Standort KG: Solivar Konskr.Nr.:       | solitér; Vozovňa                        | | č. NKP: 707-369/9 Stand des NKP: 2012-02-08 Name: VOZOVŇA                 |
| BW   | Datei hochladen | Gebäude in regionaltypischem Baustil(sk) ObjektID: 707-3150/0 | Pod Turňou ul. 8 Standort KG: Solivar Konskr.Nr.: 561        | solitér                                 | | č. NKP: 707-3150/0 Stand des NKP: 2012-02-08 Name: DOM ĽUDOVÝ             |
| ja   | Datei hochladen | Kirche(sk) ObjektID: 707-371/0                                | Solivarská ul. 47 Standort KG: Solivar Konskr.Nr.: 414       | r.k.sv.Trojice                          | Kirche der Hl. Dreifaltigkeit | č. NKP: 707-371/0 Stand des NKP: 2012-02-08 Name: KOSTOL                  |
| ja   | Datei hochladen | Bürgerhaus(sk) ObjektID: 707-3151/0                           | Solnobanská ul. 6 Standort KG: Solivar Konskr.Nr.: 481       | solitér; dom úradníka                   | Haus eines Beamten | č. NKP: 707-3151/0 Stand des NKP: 2012-02-08 Name: DOM MEŠTIANSKY         |
| ja   | Datei hochladen | Gebäude in regionaltypischem Baustil(sk) ObjektID: 707-3809/0 | Solnobanská ul. 18 Standort KG: Solivar Konskr.Nr.: 487      | solitér                                 | | č. NKP: 707-3809/0 Stand des NKP: 2012-02-08 Name: DOM ĽUDOVÝ             |
| ja   | Datei hochladen | Bürgerhaus(sk) ObjektID: 707-369/14                           | Solnobanská ul. 21 Standort KG: Solivar Konskr.Nr.: 469      | solitér                                 | | č. NKP: 707-369/14 Stand des NKP: 2012-02-08 Name: DOM MEŠTIANSKY         |
| ja   | Datei hochladen | Bürgerhaus(sk) ObjektID: 707-369/12                           | Solnobanská ul. 25 Standort KG: Solivar Konskr.Nr.: 471      | solitér; Kúria vyš.úradníka             | | č. NKP: 707-369/12 Stand des NKP: 2012-02-08 Name: DOM MEŠTIANSKY         |
| ja   | Datei hochladen | Bürgerhaus(sk) ObjektID: 707-369/13                           | Solnobanská ul. 27 Standort KG: Solivar Konskr.Nr.: 472-3    | solitér                                 | | č. NKP: 707-369/13 Stand des NKP: 2012-02-08 Name: DOM MEŠTIANSKY         |
| ja   | Datei hochladen | Göpel(sk) ObjektID: 707-369/1                                 | Zborovská ul. 11 Standort KG: Solivar Konskr.Nr.: 564        | solitér; Gápeľ                          | Hier befindet sich eine der bedeutendsten historischen Salzabbaustätten der Slowakei. Die historische Stätte gehört heute zum Slowakischen Technischen Museum. | č. NKP: 707-369/1 Stand des NKP: 2012-02-08 Name: GÁPEĽ                   |
| ja   | Datei hochladen | Reservoir(sk) ObjektID: 707-369/2                             | Zborovská ul. 2 Standort KG: Solivar Konskr.Nr.: 776         | solitér; Četerne                        | slowak. rezervoár soľanky „Solenreservoir“ | č. NKP: 707-369/2 Stand des NKP: 2012-02-08 Name: ČETERNE                 |
| ja   | Datei hochladen | Siedehaus(sk) ObjektID: 707-369/3                             | Zborovská ul. 2 Standort KG: Solivar Konskr.Nr.: 776         | Výrobňa soli                            | Hauptgebäude des Slowakischen Technischen Museums in Prešov/Solivar                                                                                            | č. NKP: 707-369/3 Stand des NKP: 2012-02-08 Name: VARŇA                   |
| ja   | Datei hochladen | Eisenbahn(sk) ObjektID: 707-369/4                             | Zborovská ul. KG: Solivar Konskr.Nr.:                        | úzkorozchodná; Železnička-najvog.       | | č. NKP: 707-369/4 Stand des NKP: 2012-02-08 Name: ŽELEZNICA               |
| ja   | Datei hochladen | Maschinenhaus(sk) ObjektID: 707-369/6                         | Zborovská ul. 2 Standort KG: Solivar Konskr.Nr.: 776         | solitér; Maschinhaus                    | | č. NKP: 707-369/6 Stand des NKP: 2012-02-08 Name: STROJOVŇA               |
| ja   | Datei hochladen | Werkstatt(sk) ObjektID: 707-369/7                             | Zborovská ul. 2 Standort KG: Solivar Konskr.Nr.: 776         | solitér; Dielne,šmikňa                  | | č. NKP: 707-369/7 Stand des NKP: 2012-02-08 Name: DIELNE SOLIVARU         |

## Legende
Die Tabelle enthält im Einzelnen folgende Informationen:
| Foto:                    | Fotografie des Denkmals. |
| Denkmal / č. ÚZPF:       | Die Übersetzung der Bezeichnung des Denkmals, wie sie vom Slowakischen Denkmalamt (Pamiatkový úrad Slovenskej republiky) verwendet wird. Die Originalbezeichnung ist unter dem Fragezeichen angegeben. Fehlt die Übersetzung, so wird die Originalbezeichnung direkt angezeigt. Weiters ist die Objekt-Identifikationsnummer (Objekt ID) angeführt. Sie ist die offizielle, in der Slowakei eindeutige Nummer č. ÚZPF inklusive der zugehörigen Zählnummer, wie sie in den Daten des Denkmalamtes angegeben wird. Da diese nur innerhalb eines Landkreises gezählt wird, ist dessen Nummer der Denkmalnummer vorangestellt. |
| Standort:                | Wenn in der Liste vorhanden, ist die Adresse angegeben. In Klammern kann sich noch eine zusätzliche Adresse befinden, wenn es beispielsweise ein Eckhaus ist. Bei freistehenden Objekten ohne Adresse (zum Beispiel bei Bildstöcken) ist eine Adresse angegeben, die in der Nähe des Objekts liegt. Durch Aufruf des Links Standort wird die Lage des Denkmals in verschiedenen Kartenprojekten angezeigt. Darunter sind die Katastralgemeinde (KG) und, wenn vorhanden, die Konskriptionsnummer (Konskr. Nr.) angegeben.                                                                                                   |
| Offizielle Beschreibung: | Es ist die Kurzbeschreibung auf Slowakisch, wie sie in den offiziellen Listen angegeben ist, eingetragen. |
| Beschreibung:            | Kurze Angaben zum Denkmal auf Deutsch. |
| Metadaten:               | Zusätzlich werden, wenn in den persönlichen Einstellungen das Helferlein Dauerhaftes Einblenden von Metadaten aktiviert ist, ebensolche angezeigt. |

- Karte mit allen Koordinaten:
- OSM |
- WikiMap